# Мурат (река)
Мурат, Мурад, Източен Ефрат (на турски: Murat Nehri; на арменски: Արածանի – Арацани) е река в Източна Турция лява съставяща на река Ефрат. Дължина 722 km, площ на водосборния басейн около 40 000 km². Река Мурат води началото си от северния склон на хребета Аладаг (в централната част на Арменската планинска земя), на 3216 m н.в., във вилаета Агръ, в Източна Турция. По цялото си протежение тече предимно в западна посока в тясна и дълбока долина през Арменската планинска земя), през вилаетите Агръ, Муш, Бингьол и Елязъг. В западната част на последния се слива с идващата отдясно река Карасу (в язовира Кебан, на 821 m н.в.) и двете заедно дават началото на най-голямата река Западна Азия Ефрат. Основни притоци: леви – Малхас, Бансан, Карасу; десни – Гюзелдере, Кьорсу, Херонек, Гьоник, Мунзур. Реката има ясно изразено пролетно пълноводие , а през останалото време от годината е маловодна. На участъците със спокойно течение през зимата замръзва. В долното ѝ течение през 1979 г. е изграден хидровъзелът Кебан (най-големия в Турция), водите на който се използват за напояване и добив на електроенергия. Най-големия град по течението ѝ е Агръ  (Каракьосе). На протежение около 200 km по долината в долното ѝ течение преминава участък от трансанадолската жп магистрала.